# Three Hearts
Three Hearts är ett av Sveriges äldsta starköl. 1955 fick Krönleins, som första bryggeri i Sverige, fram ett ljust lageröl av hög kvalitet[källa behövs]. Man gav ölet namnet Tre Hjärtan Export. Starkölet var i början helt ägnat för export, eftersom det då inte var tillåtet att sälja denna ölstyrka i Sverige. Receptet är detsamma än idag.